# Юхан Лийви 4
Юхан Лийви 4 (эст. Juhan Liivi 4) — это здание в Тарту по улице Юхана Лийва 4 (названной в честь писателя Юхана Лийва 14 мая 1936, ранее Гецельская). Здание внесено в реестр памятников культуры.
Здание было построено в 1901—1904 годах по проекту Рейнгольда Гулеке из кирпича илматсалуской кирпичной фабрики и использовалось как общежитие Тартуского университета.
В конце Гецельской (с правой стороны) вы увидите громадное кирпичное здание — это общежитие студентов, зайдите туда, посмотрите комнаты, узнайте цену их и справьтесь, работает ли столовая, чтобы потом Вам прийти пообедать
В 1921 здание было передано Эстонскому историческому архиву, находившемуся здесь с момента своего основания до 2016. С переезда Исторического архива в новое здание, на Юхан Лийви 4 помещался экономический факультет. Летом 2020 в здание переехал — на время ремонта — Колледж мировых языков и культур Тартуского университета (включающий в себя и отделение славистики), находившиеся до того по адресу Лосси 3.
Фотоателье, размещавшееся на первом этаже Колледжа, вместе с ним не переехало.